# Henrique Lage
Henrique Lage (Rio de Janeiro, 14 de março de 1881 — Rio de Janeiro, 2 de julho de 1941) foi um industrial brasileiro.
Homem de grande inteligência e tino comercial, voltou-se desde cedo para o problema da industrialização nacional, vendo nela a esperança de alargamento dos horizontes econômicos do país.
Foi o principal idealizador do Porto de Imbituba, o segundo maior porto do estado de Santa Catarina. As reformas do Porto de Imbituba (município que já teve a denominação de "Henrique Lage" de 1949 a 1959) destinavam-se ao escoamento da produção das suas minas de carvão mineral de Tubarão e Minas(hoje Lauro Muller). Fundou a Companhia Docas de Imbituba em 1922. Na cidade, além do porto, montou uma cerâmica e uma granja de grandes proporções (para produção de louça e hortifrutigranjeiros, para sua companhia de navegação), e também uma escola para os filhos dos estivadores, que leva seu nome e que existe até hoje, sob regência do estado.
Foi um grande incentivador de fundamentais setores da indústria nacional, como a mineração e a aeronáutica.
Foi pioneiro na extração salineira no nordeste do Brasil e, na década de 1920, mandou sondar a existência de petróleo no município de Campos dos Goytacazes.
Henrique Lage era proprietário da Companhia Nacional de Navegação Costeira, fundada em 1891 grande empresa de cabotagem, cujos navios transportavam passageiros e carga por toda costa brasileira. Seus navios eram conhecidos como os  "ITA", pois seus nomes sempre começavam por "ITa"; Itacoatiá, Itaguassú, Itapé, etc.). Os "Ita" criaram um alto padrão de qualidade e luxo e inspiraram a célebre canção "Peguei um ITA no Norte", de Dorival Caymi, 
Henrique Lage criou, em 1935, a Companhia Nacional de Navegação Aérea, primeira fábrica de aviões no Brasil.
Foi casado com a cantora lírica italiana Gabriella Besanzoni. Foi de sua propriedade também o Parque Lage, localizado aos pés do Morro do Corcovado, no Rio de Janeiro. Henrique construiu na "Chácara dos Lage", atual Parque Lage , uma maravilhosa casa, que era conhecida como "Villa Gabriella", por ter sido construída para sua mulher , Gabriella Besanzoni. Na "Villa", onde residia o casal, eram oferecidas brilhantes e concorridas recepçções para toda a alta sociedade carioca e brasileira, nas quais por vezes Gabriella se exibia, cantando algums árias do seu repertório. Atualmente a "Villa Gabriella" é sede da Escola de Artes Visuais do Parque Lage, uma das mais importantes do Brasil

## Homenagens
Devido a importância histórica de seu papel no campo industrial brasileiro, vários são os locais no país que receberam seu nome como sinal de homenagem. No município de Niterói, bairro Barreto, há a Escola Técnica Estadual Henrique Lage. Além disso, há o bairro de Vila Lage, em São Gonçalo, e a Refinaria Henrique Lage.
O atual município de Imbituba, no estado de Santa Catarina, foi criado em 1958 originalmente com o nome de "Henrique Lage", desmembrado do município de Laguna. O Hospital Santa Otília de Orleans foi denominado, inicialmente, Hospital Municipal Henrique Lage, denominação vetada pelo então governador de Santa Catarina Nereu Ramos. No município de Lauro Müller, também situado no estado de Santa Catarina, existe a Fundação Hospitalar Henrique Lage. Já na cidade de Criciúma, uma das principais vias do núcleo urbano é denominada Rua Henrique Lage; o logradouro perpassa pelos bairros Centro e Santa Bárbara. Na cidade catarinense de Içara também há uma via com a denominação de Rua Henrique Lage.
Por sua vez, no estado de São Paulo, situado no município de São José dos Campos, encontra-se a Refinaria Henrique Lage.

## Forças Armadas
Seu espírito patriótico era grande e seu interesse pelas Forças Armadas, em especial pelo Exército, ainda maior. Este espírito está materializado no mármore que cobre os salões da Academia Militar de Agulhas Negras, por ele doado quando de sua construção. Foi o primeiro, e durante muito tempo o único, civil condecorado com a Ordem do Mérito Militar, que recebeu das mãos de Getúlio Vargas, na mesma cerimônia em que foi condecorado com a mesma Ordem o Marechal Rondon.
Durante muito tempo foi quem entregava a espada ao primeiro colocado da Escola Militar, na cerimônia de Declaração dos Novos Aspirantes. Os cadetes da Escola Militar recebiam tratamento especial em seus navios, nos quais muitos deles viajavam de cortesia durante as férias escolares.
Deixou saudades nos oficiais do Exército e, principalmente, nos cadetes que o veneravam pelo seu brilhantismo e exemplo de companheirismo e dedicação em prol de um país maior e melhor. Por sua grande contribuição à Academia e ao Exército Brasileiro foi-lhe concedido o Espadim Nº 1 e outorgado o título de Patrono do Curso Básico da AMAN.